# Château d'Aberystwyth
Le château d'Aberystwyth (en gallois : Castell Aberystwyth) est un château fort édouardien située à Aberystwyth, Ceredigion, Galles centrales. Il a été construit en réponse à la première guerre galloise à la fin du XIIIe siècle, en remplacement d'une forteresse située à un mile au sud. Au cours d'un soulèvement national par Owain Glyndŵr, les Gallois capturent le château en 1404, mais il est repris par les Anglais quatre ans plus tard. En 1637, sous Charles Ier, il devient un hôtel royal de la monnaie (Royal Mint) et produit des shillings en argent. Le château a été détruit par Oliver Cromwell en 1649.

## Histoire
Le Marcher lord Gilbert de Clare construit plus tôt une motte castrale un mile au sud de l'emplacement actuel autour de 1110. Il est nommé Tan-y-castell, Château d'Aberrheidol et Vieil Aberystwyth. En 1116, il a été assiégé par Gruffydd ap Rhys, roi de Deheubarth, mais sa tentative de capture s'est avérée infructueuse. Il a finalement réussi en 1136 à le capturer et à le réduire en cendre avec l'aide d'Owain Gwynedd et de son frère, Cadwaladr ap Gruffydd, le fils de Gruffudd ap Cynan, roi de Gwynedd, puisque les Normands ont tué leur sœur, Gwenllian ferch Gruffydd, Gruffydd ap Rhys de la femme. Owain Gwynedd l'a donné à Cadwaladr pour le reconstruire, mais la tentative de meurtre Anarawd ap Gruffydd par Cadwaladr, le nouveau roi de Deheubarth, a abouti à Owain Gwynedd envoyant son fils, Hywel ab Owain Gwynedd pour le détruire en 1143. Le château a été reconstruit et, plus tard, renforcé avec de la pierre. Après une succession d'au moins trois propriétaires, il a été pris par le prince gallois Llywelyn le Grand en 1221. Llywelyn rase le château et en érige un nouveau à sa place. Le château actuel a été reconstruit à son emplacement actuel par Édouard Ier d'Angleterre en 1277, après la fin de la première guerre contre Llywelyn ap Gruffydd, petit-fils de Llywelyn le Grand. Les Gallois ont pris le château en 1282, au début de la 1282 guerre et brûlé à la fois le château et la ville. Grâce au maître maçon Jacques de Saint-Georges, le château a finalement été achevée en 1289, mais il a été assiégé lourdement lors de la révolte de Madog ap Llywelyn en 1294-1295.
La ville d'Aberystwyth était florissante en 1307 ; son nom gallois était Llanbadarn Gaerog (en français : Llanbadarn fortifié). Toutefois, au temps du Prince Noir en 1343, le château était dans un mauvais état de délabrement ; la principale porte d'entrée et pont-levis, le hall du roi et la chambre, la cuisine de la gamme, et la basse-cour étaient tombés.
En 1404, Owain Glyndŵr annexe le château pendant le soulèvement national. Quatre ans plus tard, il a été pris par les Anglais, et est devenue un important siège du gouvernement. En 1637, Charles Ier a transformé le château en hôtel royal de la monnaie, et il produit des shillings en argent. Les opérateurs de la monnaierie ont soutenu un régiment de cavaliers royalistes pendant la première révolution anglaise. L'hôtel de la monnaie a été fermé au cours de la Guerre Civile, mais a servi d'entrepôt pour le stockage du plomb et de l'argent. Oliver Cromwell détruit le château en 1649.

## Architecture
Les travaux de construction ont commencé en 1277, à l'époque de la première guerre galloise,. Il a été commencé sous le règne d'Édouard Ier de la première campagne du pays de galles en même temps que le travail a commencé à Silex, Rhuddlan et Builth Wells. La haute-cour a été construite avec une forme de diamant de château concentrique, avec un donjon en forme de double D et des tours à chaque angle. La basse-cour est décrite comme une forme en double D comprenant un corps de garde, une barbacane, un fossé et une grande courtine avec des tours.

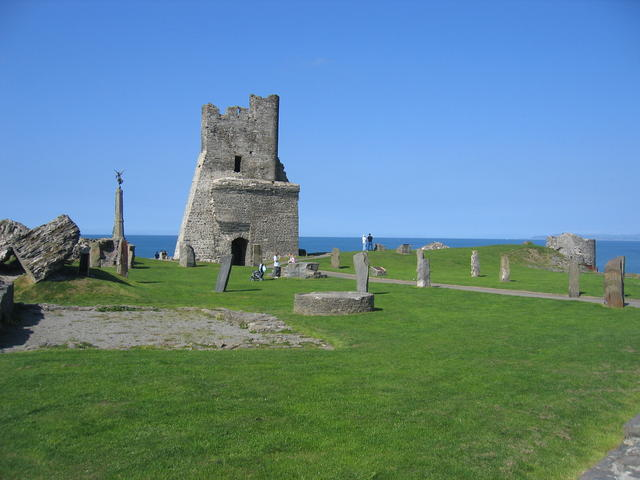
La basse-cour du château.
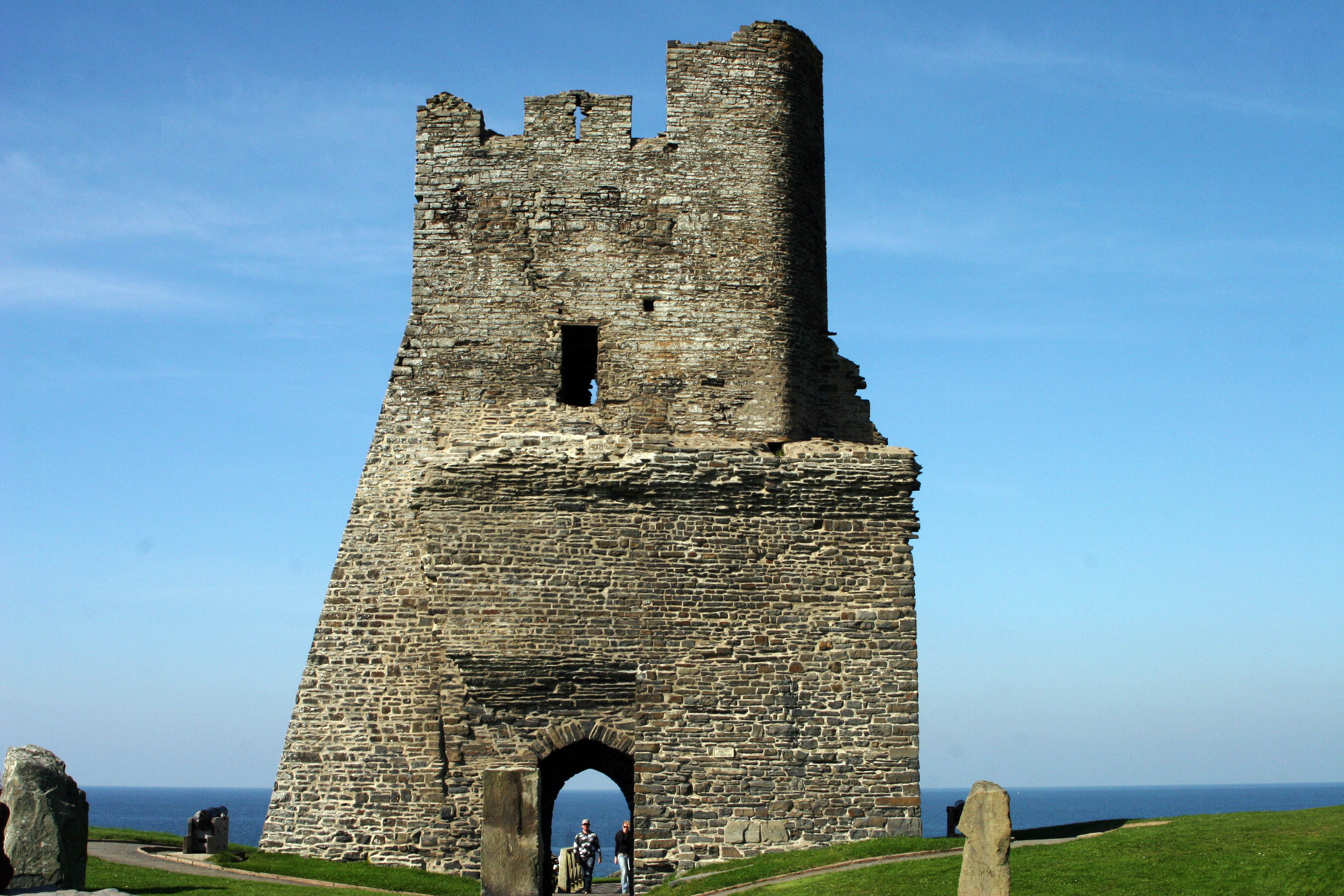
Vue de l'extérieur de la porte nord.
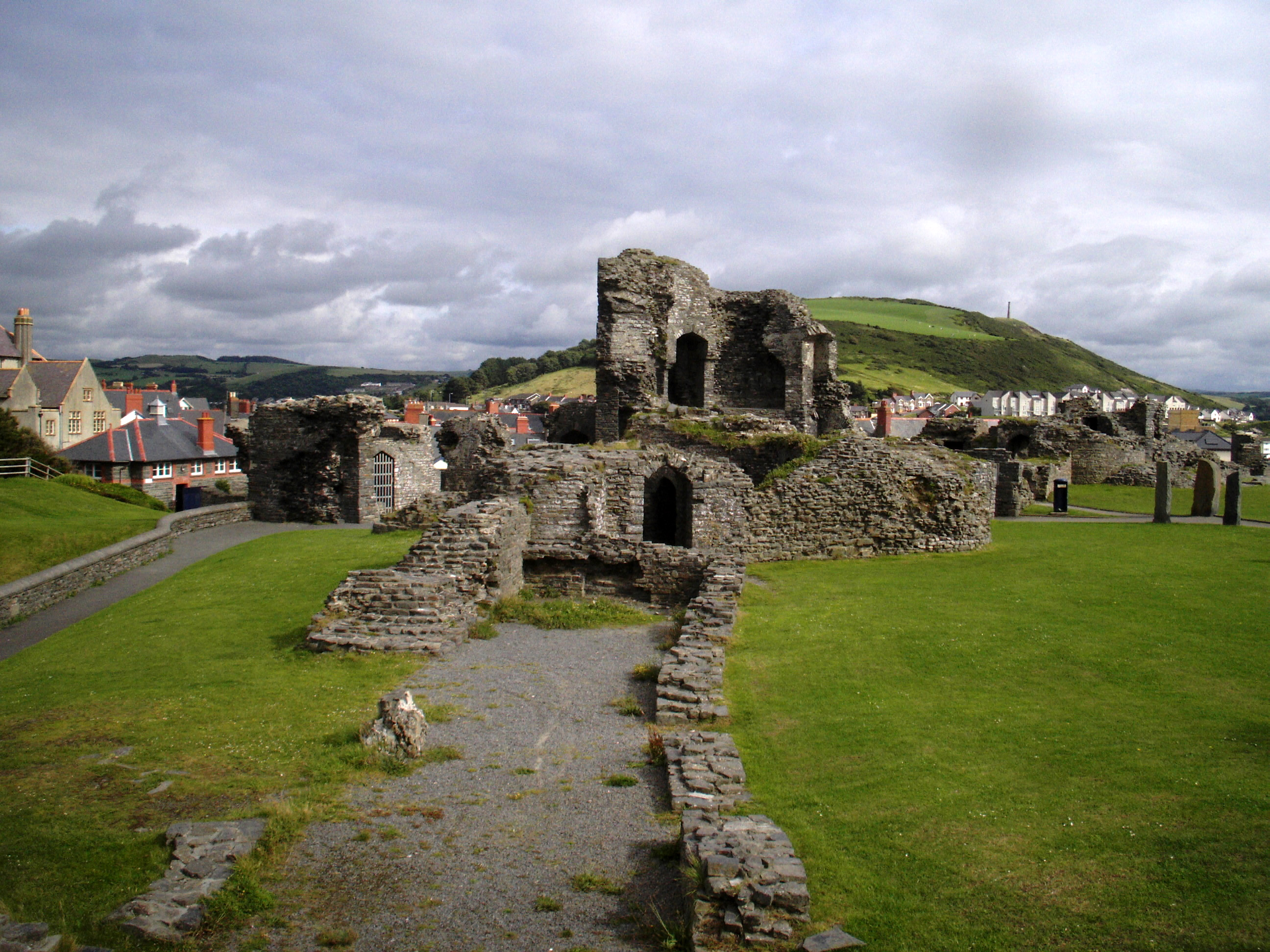
Le reste de la forme en D et des tours de la basse-cour.